# Silphinae
Los silfinos (Silphinae) son una subfamilia de coleópteros polífagos de la familia Silphidae.

## Géneros
Tiene los siguientes géneros:
- Ablattaria  - Aclypea - Dendroxena - Heterosilpha - Necrodes - Necrophila - Oiceoptoma - Oxelytrum - Phosphuga  - Silpha - Thanatophilus[1]